# NGC 583
NGC 583 is een lensvormig sterrenstelsel in het sterrenbeeld Walvis. Het hemelobject werd in 1886 ontdekt door de Amerikaanse astronoom Francis Preserved Leavenworth.

## Synoniemen
- PGC 5576
- ESO 542-20
- MCG -3-4-77
- NPM1G -18.0065